# آمارور دسی
آماروِر دسی (به انگلیسی: Amarveer Dhesi؛ زادهٔ ۲ سپتامبر ۱۹۹۵) یک کشتی‌گیر آزادکار اهل کانادا است. وی سابقه حضور در المپیک ۲۰۲۰ توکیو و المپیک ۲۰۲۴ پاریس را دارد.